# 帷子耀
帷子 耀（かたびら あき、本名：大久保 正博、1954年2月14日 - ）は日本の詩人。山梨県甲府市出身。

## 経歴
山梨大学教育人間科学部附属中学校、山梨県立甲府第一高等学校卒業。
1968年にわずか13歳（執筆時。掲載号の発売時は14歳）で「現代詩手帖」に初掲載を飾り、同誌1970年1月号にて、第10回現代詩手帖賞を寺山修司の強い推薦もあり受賞した。1969年ごろから金石稔主宰の同人誌「騒騒」などで活動を行い、1973年には映画評などの分野でも活動。「映画芸術」1973年12月号に『仁義なき戦い』の批評「ふかまる秋に」を寄せ、在日韓国人が登場しないことを批判したのを受けて、笠原和夫は『やくざの墓場 くちなしの花』で在日問題に踏み込んだ。1974年を最後に、執筆活動はばったりと途絶える。
「現代詩手帖」2001年7月号には四方田犬彦の「帷子耀覚書」が掲載され、在日韓国・朝鮮人の父親の後を継ぎパチンコチェーン店大丸商事株式会社社長になっていることが明らかにされた。また同誌2012年6月号の特集「現代詩手帖賞の詩人たち」にはインタビュー、大久保正博（帷子耀）「まがいものとして―帷子耀という時間」が掲載された。
2018年9月7日、山梨日日新聞にインタビュー「詩人・帷子耀さん（甲府） 50年ぶり活動再開」掲載。翌月『帷子耀習作集成』を刊行し、「現代詩手帖」その他への執筆を再開。2020年秋からはペンネームを「帷子耀.」（かたびら あき ドット）として活動中。

## 著作
- 『スタジアムのために』 書肆山田、1973年8月
- 『帷子耀習作集成』 思潮社、2018年10月
- 『帷子耀習作抄』 阿吽塾、2024年4月